# Erska lunde
Erska lunde (lokalt uttal: ”lunne”) är ett forntida gravfält i Erska socken i Alingsås kommun, Västra Götalands län. Gravfältet ligger på en skogklädd kulle väster om Erska kyrkas kyrkogård, några kilometer sydväst om Sollebrunn i Alingsås kommun. Gravfältet är ett av de största i regionen och har anor från järnåldern, med ett tydligt historiskt skikt från vikingatid fram till kristendomens genombrott i området. Erska lunde uppvisar en kontinuitet mellan hednisk och kristen kultpraxis, där den nuvarande kyrkan är uppförd direkt intill det äldre gravfältet och delvis på dess mark.

## Gravfältet
Gravfältet omfattar cirka 120–140 gravanläggningar på platån av en rullstensås glest bevuxen med tall och några ekar. Fältet består av omkring 35 gravhögar, cirka 97 runda stensättningar samt tre treuddar. Gravhögarna är vanligen 5–8 meter i diameter och 0,5–1 meter höga. De treuddar som finns på platsen har längder på mellan 5 och 8 meter med insvängda sidor, en form vars symboliska betydelse och exakta innebörd ännu är okänd.
Fyra av stensättningarna har undersökts arkeologiskt. I samtliga har man funnit rester av brandgravar, tillsammans med fragment av smycken som facettslipade glaspärlor. Gravskicket visar att platsen använts under yngre järnålder fram till vikingatidens slut.
Gravfältet har tidigare varit större, men delar har förstörts av en grustäkt i den norra delen och av kyrkogårdens och parkeringsplatsens utbredning.

## Från hedendom till kristendom

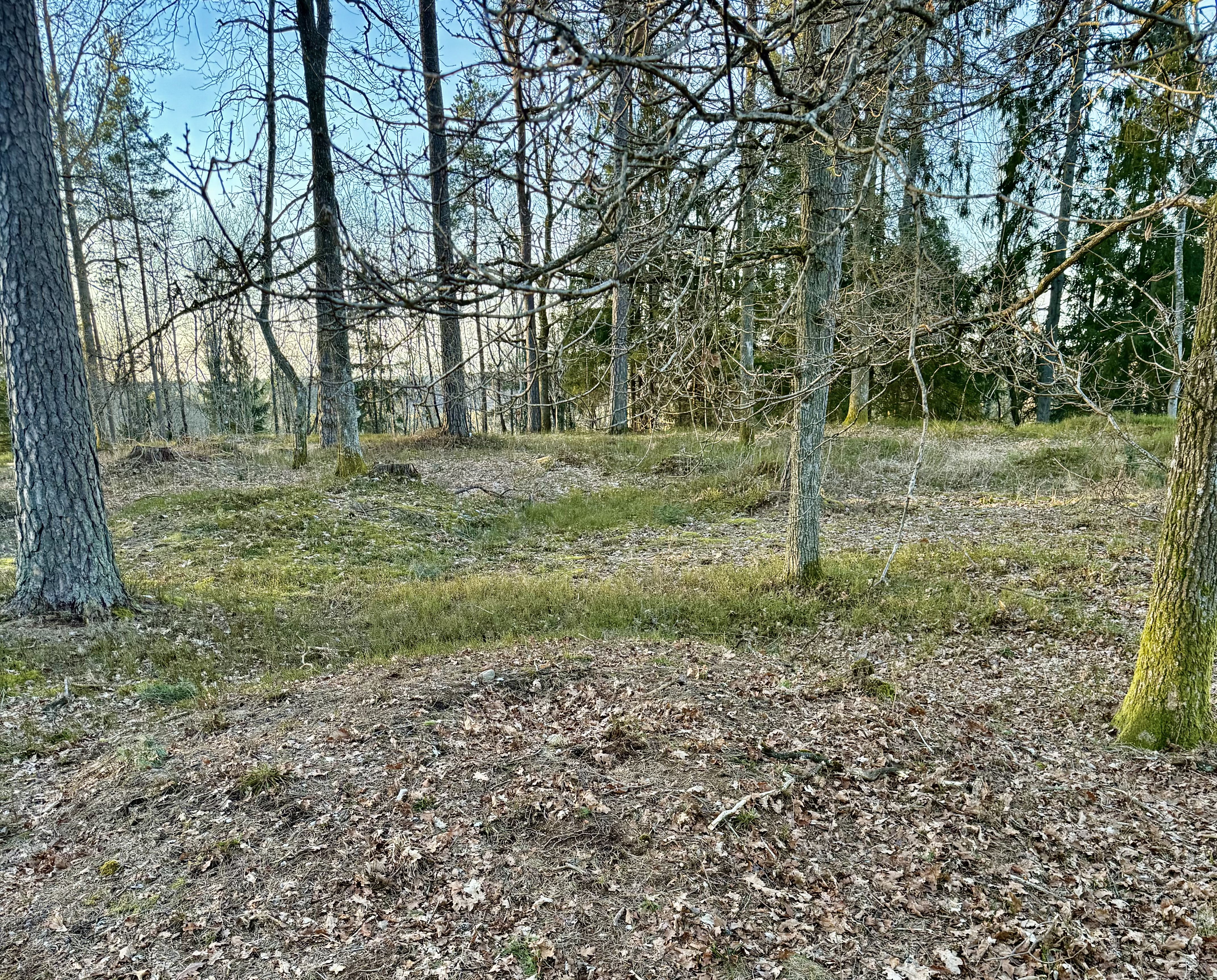
Erska lundes gravkullar

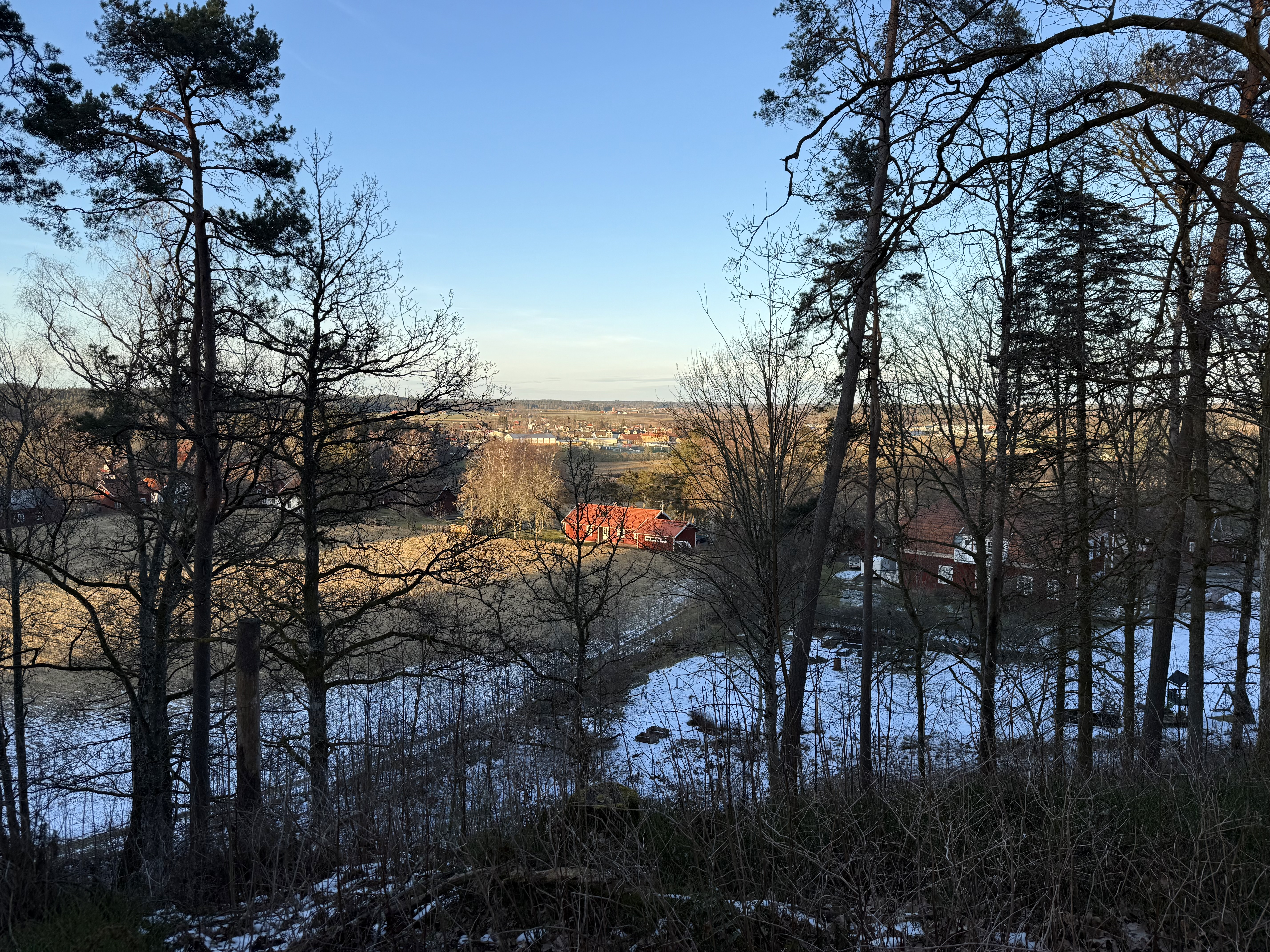
Utsikt över Mellbydalen från Erska lunde

Erska lunde visar tydligt på övergången från hednisk till kristen tro. Kyrkogårdens stenmur drar en skarp gräns mellan de hedniska järnåldersgravarna och den nuvarande kristna kyrkogården. Det kristna kyrkobygget är till stora delar uppfört på den gamla kultplatsens mark. Den första kyrkan kan ha byggts redan på 1000-talet, och en dopfunt i sandsten från 1200-talet är fortfarande bevarad i kyrkan. Den nuvarande kyrkobyggnaden är dock uppförd på 1880-talet.

## Bevarande och vårdarbete
En del av Erska lunde, och stora delar av närliggande Karlstad lunde har förstörts genom grustäkt under 1800- och 1900-talen. Detta har inneburit att det mindre gravfältet Karlstad lunde idag är svårt att överblicka.
Gravfältet på Erska lunde är idag skyddat enligt kulturmiljölagen och ingår i ett riksintresse för kulturmiljövård. Under 2020-talet har Svenska kyrkan i samråd med Länsstyrelsen genomfört en vårdinsats för att synliggöra gravfältet mer i landskapet. Cirka 35 träd har tagits bort för att undvika skador på gravarna och för att gynna biologisk mångfald, särskilt genom att ge utrymme åt ekar.

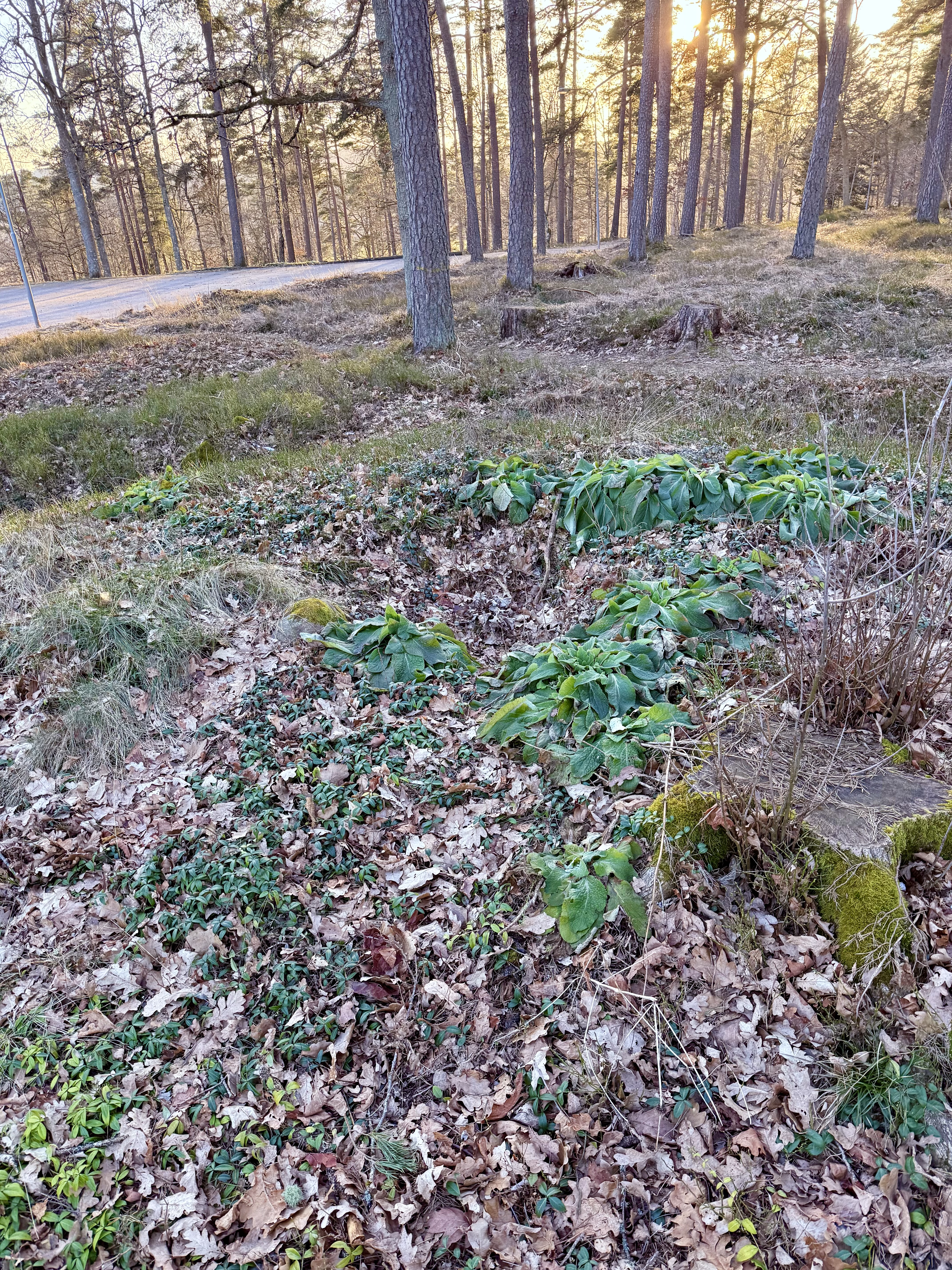
Erska lunde och vägen ner från Erska kyrka

## Karlstad lunde
Strax söder om Erska by ligger en höjden Karlstad lunde (även skrivet Karlsta lunde och Karlsta lunne), en rullstensås med rester av ett gravfält. Höjden nämns tillsammans med Erska lunde i flera tidiga beskrivningar av trakten. Platsen har ofta nämnts i samband med det medeltida tingsstället Läppesås, som var beläget just på Karlstad lunde.
Karlstad lunde hyser enligt äldre källor rester av ett gravfält med flera gravhögar och spår av stensättningar. Namnet Karlstad lunde finns belagt från 1600-talet–1700-talet efter en lokal krog och torp vid namn Karlstad.